# Origen de los egipcios

## Hipótesis antigua
En siglos pasados se les supuso originarios de una región denominada Punt, situada probablemente a lo largo de la costa somalí, o en lo que ahora es África, aunque esta última tiene mucho respaldo. Estos antiquísimos habitantes procedentes del sur asiático  y convertidos en indígenas de las orillas del  río Nilo, habrían sido después sometidos por invasores septentrionales, portadores de una civilización más elevada que produjo el nacimiento de los reinos.

## Hipótesis actual
Según los estudios actuales, el origen del pueblo egipcio se remonta a la etapa agrafa. Probablemente los primeros habitantes llegados al valle del Nilo fueron pastores, venidos de las zonas de Libia y Numidia hacia el 6000 a. C.
A ellos se agregaron otras tribus camitas, venidos de lo que ahora constituye Etiopía. Posteriormente llegaron de Arabia tribus semitas. La fusión y mezcla de estas tres etnias constituyó el pueblo egipcio.
Estos primeros habitantes eran nómadas, y vivían agrupados en clanes, es decir, grupos de personas descendientes de un mismo antepasado. Una vez radicados definitivamente a orillas del Nilo, y ante la necesidad de organizarse para el mejor aprovechamiento de los recursos proporcionados por el río, se reunieron varios clanes vecinos constituyendo principados independientes llamados nomos. Estos pequeños Estados fueron confederándose a su vez, y se formaron así los dos grandes reinos: el Alto Egipto y el Bajo Egipto. Posteriormente, con la unificación de ambos reinos, comienza la historia de Egipto.